# Alibi Dżangildin
Alibi Togżanowicz Dżangildin (ros. Алиби Тогжанович Джангильдин, kaz. Әліби Тоқжанұлы Жанкелдин; ur. 1894 w aule Kojdaguł w obwodzie turgajskim, zm. 14 sierpnia 1953 w Ałmaty) – kazachski rewolucjonista i polityk.

## Życiorys
W 1903 ukończył szkołę w Orenburgu, 1903-1905 uczył się w kazachskim seminarium nauczycielskim, z którego został wydalony, od 1906 studiował na Wydziale Historycznym Moskiewskiej Akademii Duchownej, z której również został wydalony, w 1915 wstąpił do SDPRR. W marcu 1917 został aresztowany w obwodzie turgajskim, w maju 1917 wypuszczony, został organizatorem-instruktorem Piotrogrodzkiej Rady ds. Założenia Rad w obwodzie turgajskim, od września do listopada 1917 działał na Krymie, od 27 grudnia 1917 do lutego 1918 był tymczasowym komisarzem obwodu turgajskiego. W marcu 1918 został przewodniczącym Komitetu Wykonawczego Turgajskiej Rady Obwodowej, a 14 maja 1918 komisarzem nadzwyczajnym Stepowego Kraju Kirgiskiego, 1919 był zastępcą przewodniczącego Komitetu Wojskowo-Rewolucyjnego Kraju Kirgiskiego (Kazachskiego), a 1920-1925 członkiem Prezydium Centralnego Komitetu Wykonawczego (CIK) Kirgiskiej (Kazachskiej) ASRR i jednocześnie 1921-1929 ludowym komisarzem ubezpieczenia społecznego Kirgiskiej/Kazachskiej ASRR. Od 1925 do marca 1937 był zastępcą przewodniczącego CIK Kazachskiej ASRR, od marca 1937 do 1942 zastępcą przewodniczącego CIK/Prezydium Rady Najwyższej Kazachskiej SRR, od 7 do 28 października 1938 p.o. przewodniczącego CIK Kazachskiej SRR, a od 1951 do śmierci zastępcą przewodniczącego Prezydium Rady Najwyższej Kazachskiej SRR. Był odznaczony Orderem Lenina i Orderem Czerwonego Sztandaru.